# Vilhelm Buhl
Vilhelm Buhl (ur. 16 października 1881 we Fredericii, zm. 18 grudnia 1954 w Kopenhadze) – duński polityk, dwukrotny premier Danii.

## Życiorys

### Lata młodości i praca
Był synem rolnika Hansa Petera Buhla (1853–1894) i Magdalene Augusty Johanne Rasmussen (1860–1891). W 1908 roku ukończył studia prawnicze. W latach 1915–1920 był przewodniczącym Stowarzyszenia Studentów (Studentersamfundet) i jego socjaldemokratycznej sekcji „Catilina”. W 1907 roku trafił do urzędu podatkowego w Kopenhadze, a w 1924 został jego dyrektorem.

### Kariera polityczna
W 1932 roku został wybrany do Landstingu, gdzie zasiadał do roku 1939, kiedy wybrano go do Folketinget. W 1933 roku zaproponowano mu posadę ministra finansów po Carlu Valdemarze Bramsnæsie, jednakże odmówił i ostatecznie to stanowisko zajął Hans Peter Hansen. W latach 1936–1937 był członkiem rady nadzorczej Banku Narodowego Danii. 20 lipca 1937 roku został ministrem finansów w rządzie Thorvalda Stauninga i pełnił tę funkcję przez jego trzy kolejne kadencje – do 3 maja 1942 roku. W 1939 roku, by uniknąć spekulacji, podniósł podatek od dochodu i kapitału, a także od tytoniu, czekolady i alkoholu. Był zdecydowanym przeciwnikiem przystąpienia okupowanej Danii do paktu antykominternowskiego.
4 maja 1942 roku, po śmierci Stauninga, został premierem Danii. Do 16 lipca 1942 roku pełnił jednocześnie funkcję ministra finansów. 9 listopada 1942 roku został zmuszony do rezygnacji przez nazistowskich okupantów, ponieważ nie chciał z nimi współpracować. W 1943 roku był zaangażowany w przygotowanie ucieczki duńskich Żydów do Szwecji.
5 maja 1945 roku został premierem pierwszego powojennego rządu Danii, jednocześnie do 7 maja 1945 pełniąc tymczasowo funkcję ministra spraw zagranicznych. Premierem był do 7 listopada tegoż roku, kiedy zastąpił go Knud Kristensen. Ponadto w rządzie Hansa Hedtofta od 13 listopada 1947 roku do 30 października 1950 roku zajmował stanowisko ministra bez teki, a także tymczasowo od 25 lutego do 4 marca 1950 roku pełnił funkcję ministra sprawiedliwości.

### Życie prywatne
20 listopada 1908 roku we Fredericii poślubił Thyrę Schmidt (1880–1959), z którą miał czworo dzieci: Sørena Petera Thygesena, Knuda, Gerdę Methę Magdalene i Jensa. Zmarł 18 grudnia 1954 roku w szpitalu Bispebjerg i został pochowany na cmentarzu Vestre Kirkegård w stolicy Danii.